# Company of Heroes
Company of Heroes je 3D strategie v reálném čase. Hra se odehrává v období druhé světové války s kampaní pro jednoho hráče za Spojence a ve hře více hráčů také za stranu Němců. Hra se dá hrát proti počítači či online.
Hra je jako jedna z prvních real-time strategií ještě více zaměřena na realističnost včetně reálné fyziky, strachu a dalších prvků podobně jako Warhammer 40.000: Dawn of War.

## Datadisky
Vzhledem k velké úspěšnosti byl po roce vydán datadisk s kampaní za Němce a britské spojence.